# Каппелэр, Анриетта

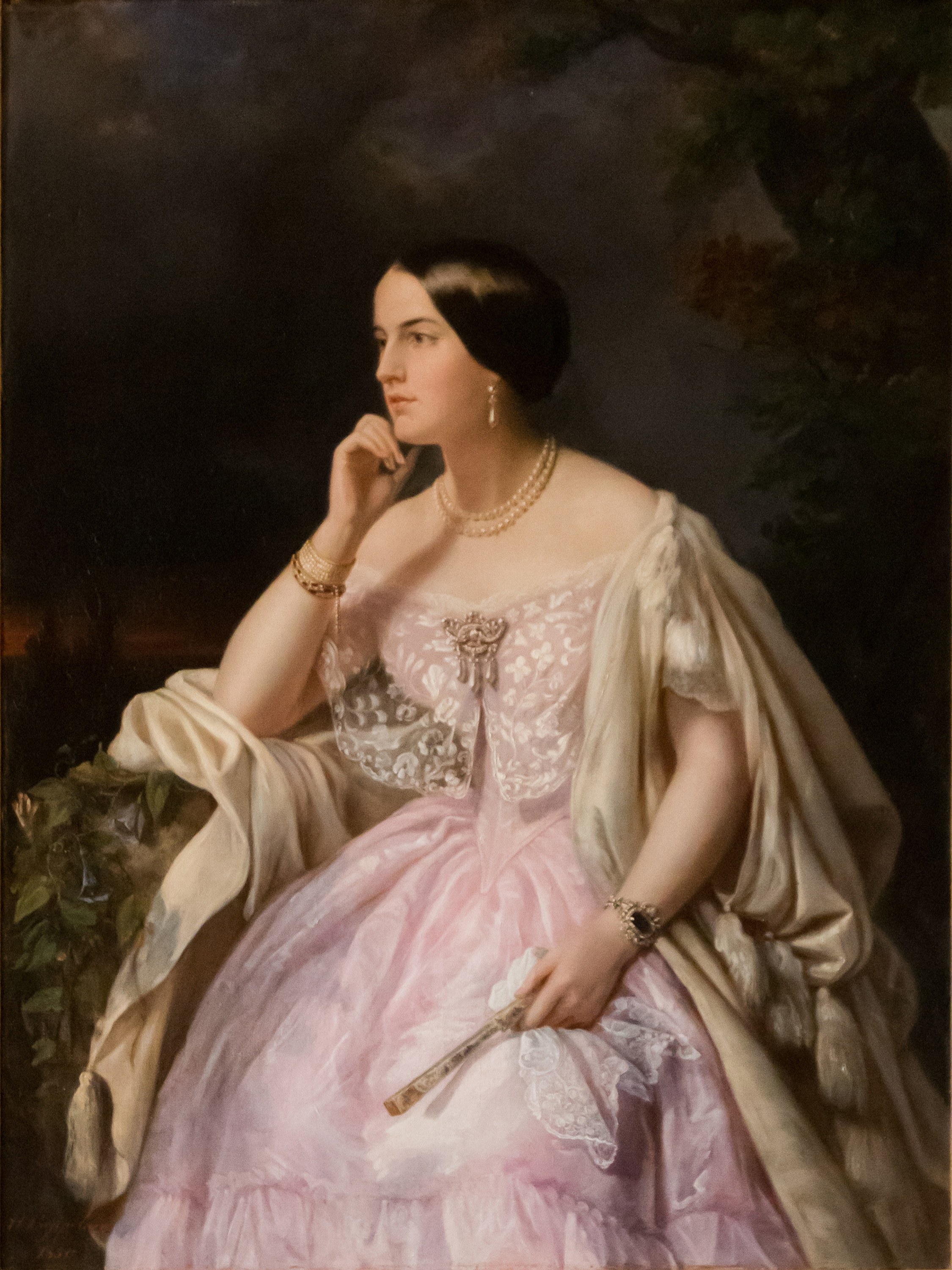
Портрет Гарриет Ховард, 1850, холст, масло, в коллекции Компьенского дворца

Анриетта Каппелэр (фр. Henriette Jacotte Cappelaere, 25 мая 1812, Париж — 15 января 1906, XVI округ Парижа) — французская художница, работавшая с 1846 по 1859 год.
Мало что известно о жизни Каппелэр, хотя она удостоилась записи в Dictionnaire General des Artistes de l’école française depuis l’origine des arts du dessin jusqu’à nos jours Эмиля Белье де ла Шавиньери в 1882 году. Она была уроженкой Парижа и ученицей Леона Конье и выставлялась в парижских салонах 1846, 1848, 1849 и 1859 годов. Её работы состояли в основном из портретов, жанровых картин и картин с собаками. В 1850 году она жила на улице Годо-де-Моруа, 22, которая позже стала частью 9-го округа Парижа. В том же году она выставила свои самые известные работы в Салоне; одна из картин была портретом Гарриет Ховард, любовницы Наполеона III, а на другом изображена его собака Хэм. Сегодня оба произведения находятся в коллекции Компьенского дворца (Château de Compiègne).